# Langeland
Bản mẫu:Geobox Settlement

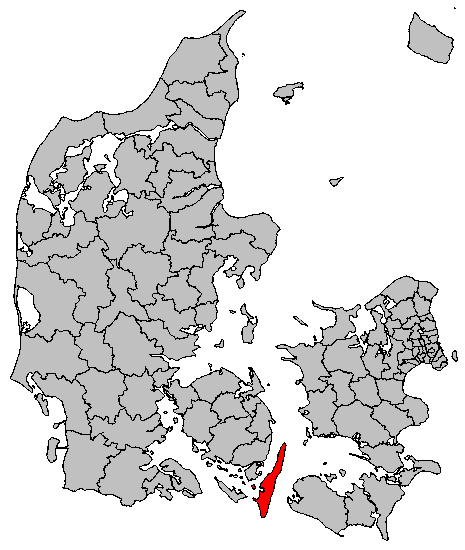
Vị trí đảo Langeland trên bản đồ Đan Mạch

Đảo Langeland là 1 đảo của Đan Mạch, nằm trong phần phía nam của Eo biển Storebælt, giữa các đảo Fyn, Tåsinge và Ærø về phía tây và Đảo Lolland về phía đông. Đảo Langeland dài 52 km, rộng 11 km, có diện tích 284 km2 với dân số 13.937 người (năm 2007).
Đảo Langeland nối với đảo Fyn bằng 1 cầu từ thành phố Rudkøbing tới đảo nhỏ Siø, tiếp theo là 1 đê đập tới đảo Tåsinge, rồi 1 cầu cao tới thành phố Svenborg (đảo Fyn). Có 3 tuyến tàu phà từ Langeland tới các đảo Ærø, Lolland và Strynø. Trước kia có tuyến tàu phà giữa Langeland và Kiel (bang Schleswig-Holstein của Đức), nhưng đã ngưng hoạt động từ ngày 4.11.2003 vì kinh doanh thua lỗ.
Đảo Langeland là quê hương của nhà vật lý và hóa học nổi tiếng của Đan Mạch Hans Christian Ørsted.

## Các thành phố và dân số
- Rudkøbing (4.692)
- Tullebøle (833)
- Humble (676)
- Bagenkop (569)
- Lohals (567)
- Snøde (360)
- Spodsbjerg (211)
- Tranekær (200)